# GSC5957-459
GSC5957-459 — хімічно пекулярна зоря спектрального класу A7, що має видиму зоряну величину в смузі V приблизно 11,0.